# 杜斯蒂
杜斯蒂（英語：Dusty）是美國新墨西哥州索科羅縣一個非建制地區，海拔高度為1962米（6437英尺），得名於當地塵土飛揚（英語：Dusty）的道路。杜斯蒂曾經擁有一所在1927年設立的郵局，但後來已於1983年關閉。